# Шпиллерн
Шпиллерн (нем. Spillern) — ярмарочная коммуна (нем. Marktgemeinde) в Австрии, в федеральной земле Нижняя Австрия. 
Входит в состав округа Корнойбург.  Население составляет 1906 человек (на 31 декабря 2005 года). Занимает площадь 12,69 км². Официальный код  —  31227.

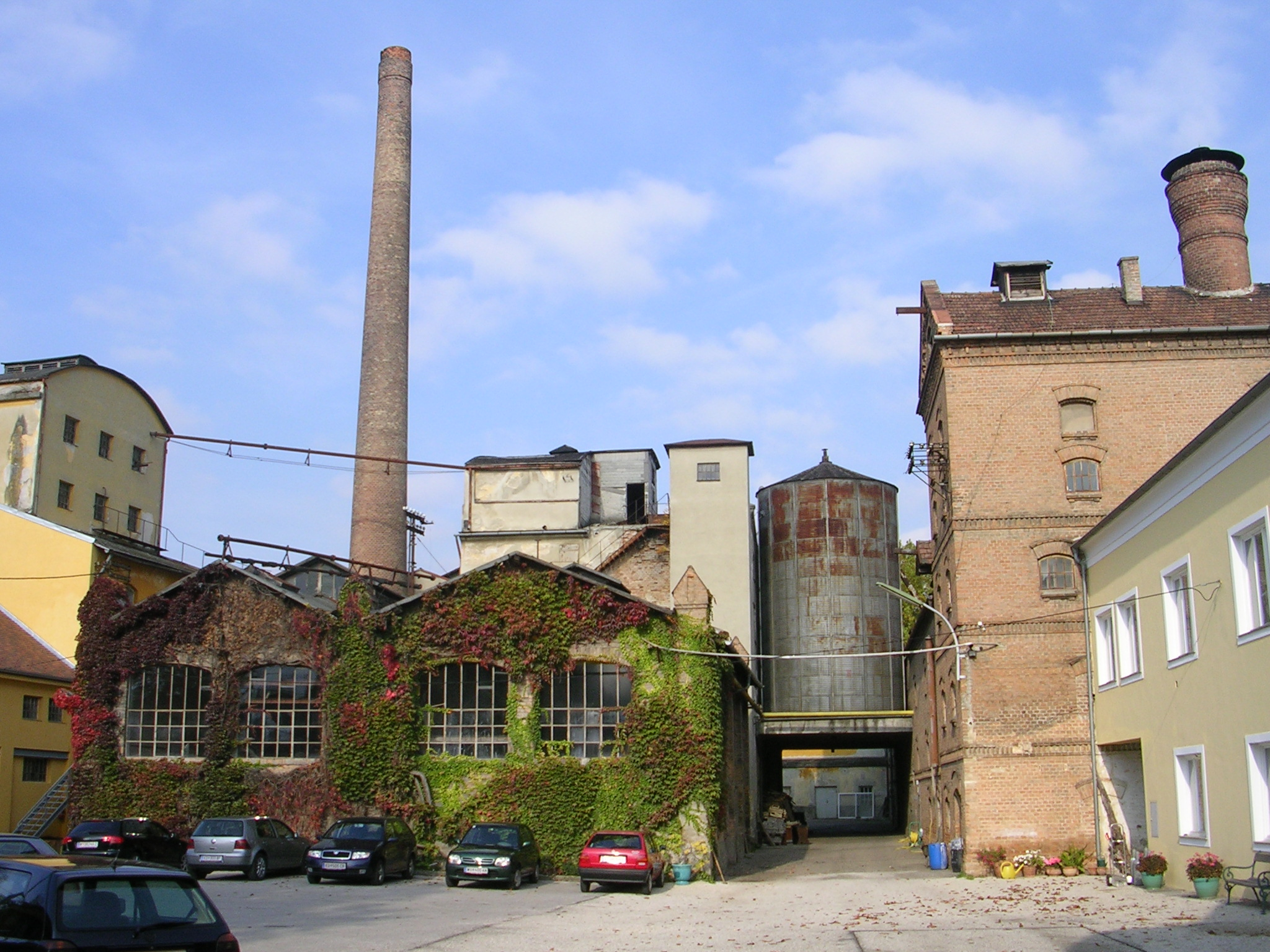
Шпиллерн

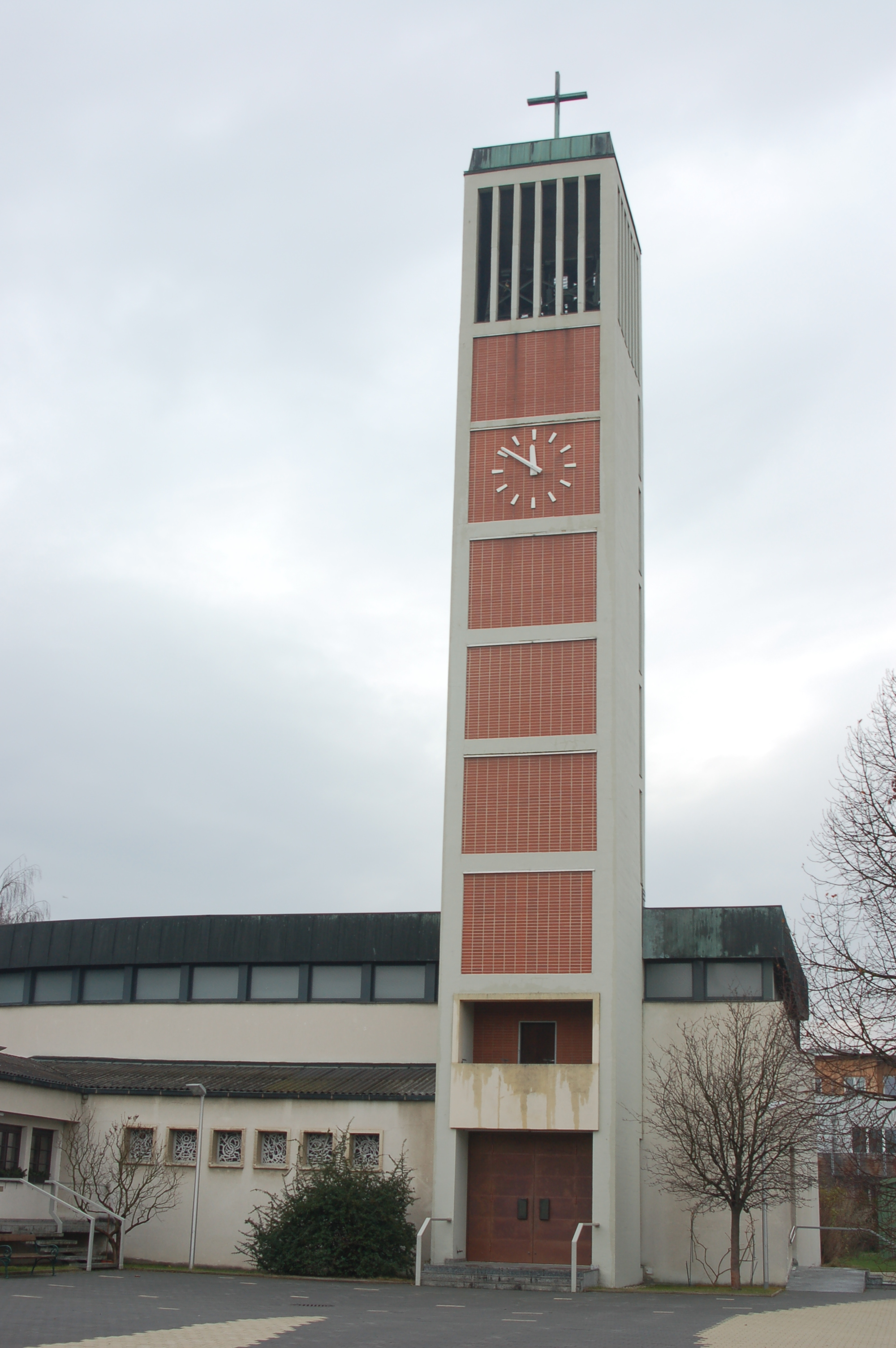
Шпиллерн

## Политическая ситуация
Бургомистр коммуны — Томас Шпайгнер (СДПА) по результатам выборов 2010 года.
Совет представителей коммуны (нем. Gemeinderat) состоит из 19 мест.
- СДПА занимает 13 мест.
- АНП занимает 4 места.
- Зелёные занимают 1 место.
- АПС занимает 1 место.